# Iglesia del Salvador de Speti
La iglesia del Salvador de Speti (en georgiano: სპეთის მაცხოვრის სახელობის ეკლესია, romanizado: tr) es una iglesia ortodoxa del siglo XI ubicada en la región de Imericai. Es una iglesia de salón de una nave, su característica más reconocible es un iconostasio medieval hecho de alabastro y estuco. La iglesia está inscrita en la lista de los Monumentos culturales inamovibles de importancia nacional de Georgia.

## Historia
La iglesia se encuentra en el monte Kvirike cerca del pueblo de Speti, en el valle del río Qvirila, a 16 km al este de la ciudad de Sachkhere, distrito de Sachjere, región de Imericia. Se le conoce comúnmente como la Iglesia Superior del Salvador (ზედამაცხოვარი, zedamatskhovari ) para distinguirla de su homónima iglesia medieval "inferior", situada en el pueblo. La iglesia estaba medio arruinada cuando Ekvtime Taqaishvili la visitó en 1920. Fue reparada sustancialmente en 1938.

## Diseño

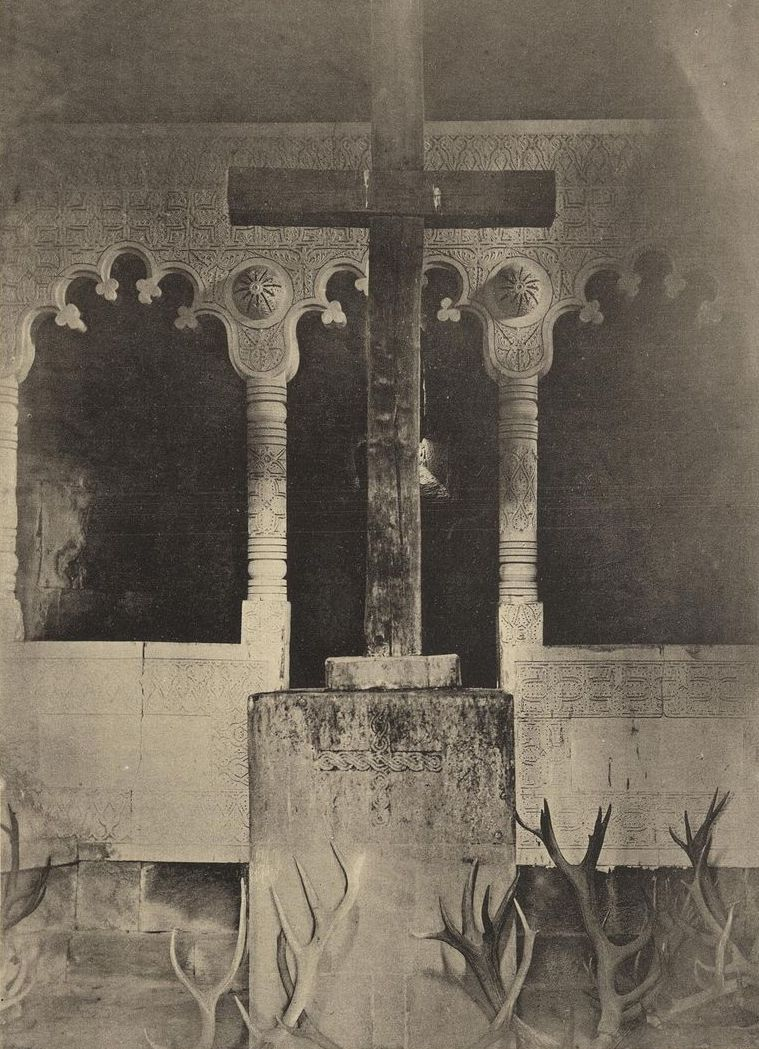
El iconostasio de Speti con una cruz de madera y cuernos de venado delante. Publicado en 1898.

La iglesia fue construida con grandes losas de arenisca talladas. Es una pequeña iglesia de salón de una sola nave, con un ábside semicircular inscrito en el rectángulo exterior. La construcción del ábside principal es similar al de la iglesia de Ekhvevi. Hay una ventana en el sur y otra en el oeste, pero su ornamentación tallada está dañada. A ambos lados de la ventana este se ven rastros apenas discernibles de dos inscripciones medievales en asomtavruli.
El interior está cubierto por una bóveda de cañón, en tres arcos de soporte, y la pared está dividida longitudinalmente en arcadas laterales. Debajo hay un pequeño nicho a cada lado del ábside, mientras que más arriba hay grandes huecos que, en el este, se abren hacia afuera en aberturas circulares, con fundición tallada. Estos huecos corresponden a la prótesis y diaconicón. La iglesia ha conservado su alto iconostasio, contemporáneo de la iglesia, y ha sido trasladado al Museo Nacional de Georgia en Tiflis para su preservarlo en un lugar seguro. Cubierto con ornamentos de hierba, sus colores se han desvanecido debido a la humedad. El iconostasio está construido con estuco de alabastro y consta de tres arcos y cuatro pilares, con una puerta real en el medio. Frente a las puertas reales, sobre un pedestal rectangular de piedra, se alza una enorme cruz de madera, otrora cubierta con láminas de plata, pero actualmente desnuda. La iglesia fue muy venerada por los cazadores y los cuernos de muchos ciervos solían mostrarse en el edificio.